# Alexandre Lenoir (peintre)
Pour les articles homonymes, voir Alexandre Lenoir et Lenoir.
Alexandre Lenoir est un artiste franco-caribéen né en 1992. 
Il travaille actuellement en région parisienne, et est représenté par la galerie Almine Rech.

## Biographie
Alexandre Lenoir intègre les Beaux-Arts de Paris en 2011, avant de les quitter un an après pour travailler de son côté, puis commencer une résidence à l'atelier d'artistes Le Lavoir, à Ivry sur Seine.
En 2016, il remporte le prix Thaddaeus Ropac et le prix de la Fondation Jean-François et Marie-Laure de Clermont-Tonnerre, dans le cadre du Prix des amis des Beaux Arts.
Jeune artiste, Alexandre Lenoir s'impose progressivement comme un peintre singulier, aux œuvres particulièrement personnalisées.